# ヤゴ・アブラゼ
ヤゴ・アブラゼ（Yago Abuladze　1997年10月16日- ）はロシアの柔道選手。階級は60kg級。

## 経歴
2015年の世界ジュニア55㎏級で5位だった。2017年のU23ヨーロッパ選手権60㎏級では2位だったが、2018年の大会では優勝した。グランドスラム・大阪では決勝で永山竜樹に敗れて2位だった。2019年の世界団体では3位だった。グランプリ・タシュケントでは決勝で　を破って優勝した。2020年のグランドスラム・パリでは決勝で永山に敗れて2位だったが、グランドスラム・ブダペストでは優勝した。2021年のワールドマスターズでは5位だったが、ヨーロッパ選手権では3位になった。ロシア柔道連盟名義での出場となった世界選手権では、決勝でカザフスタンのグスマン・キルギズバエフを合技で破って優勝した。しかし、東京オリンピック代表にはロベルト・ムシビドバゼが選ばれたために出場できなかった。2022年には66㎏級に階級を上げると、IJF名義で出場したグランドスラム・ウランバートルでは3位になった。
IJF世界ランキングは4729ポイント獲得で9位(24/1/29現在)。

## 主な戦績
- 2015年 - 世界ジュニア　5位(55㎏級)

60㎏級での戦績
- 2017年 - U23ヨーロッパ選手権　2位
- 2018年 - U23ヨーロッパ選手権　優勝
- 2018年 - グランドスラム・大阪　2位
- 2019年 - グランドスラム・バクー　3位
- 2019年 - 世界団体　3位
- 2019年 - グランプリ・タシュケント　優勝
- 2019年 - グランドスラム・アブダビ　3位
- 2020年 - グランドスラム・パリ　2位
- 2020年 - グランドスラム・ブダペスト　優勝
- 2021年 - ワールドマスターズ　5位
- 2021年 - ヨーロッパ選手権　3位
- 2021年 - 世界選手権　優勝

66㎏級での戦績
- 2022年 -　グランドスラム・ウランバートル　3位
- 2024年 -　グランプリ・オディベーラス　優勝

(出典、JudoInside.com)